# 1 Brygada Artylerii Polowej „Red Team”
1 Brygada Artylerii Polowej „Red Team” (ang. 1st Cavalry Division Artillery „Red Team” (DIVARTY)) – brygada pełniąca rolę dowództwa artylerii polowej 1 Dywizji Kawalerii. DIVARTY służyła w 1 Dywizji w latach 1941-2005 oraz od 2015. Jako dowództwo artylerii, DIVARTY zapewnia koordynację wsparcia ogniowego i kierowanie szkoleniem z gotowości bojowej jednostek artylerii polowej w całej dywizji. Głównym rodzajem broni jest samobieżna haubica M109 SPH.

## Historia
Korzenie Brygady sięgają 1 lipca 1916 w chwili ukonstytuowania się w Armii Zwykłej 24 pułku kawalerii w Fort D.A. Russell w Wyoming. 1 listopada 1917 24 pułk został przekształcony w 82 pułk artylerii polowej. 13 września 1921 jednostka w składzie baterii „A”, „B” i „C” przydzielona została do 1 Dywizji Kawalerii, która zorganizowana została w Fort Bliss w Teksasie.
1 listopada 1940 została utworzona bateria dowodzenia Brygady, a 3 stycznia 1941 Brygada została aktywowana w Fort Bliss w Teksasie. W lipcu 1943 wraz z całą 1 Dywizją Kawalerii, Brygada przeniesiona została do Australii na ćwiczenia morskie i szkolenie do walki na wyspach Pacyfiku. Żołnierze DIVARTY pierwszą swoją walkę stoczyli podczas kampanii na Wyspach Admiralicji. Następnie wzięli udział w kampaniach Leyte i Luzon na Filipinach. Pod koniec II wojny światowej Brygada pełniła obowiązki okupacyjne w Japonii i przygotowywała się do kolejnych wyzwań.
Wkrótce DIVARTY wzięli udział w walkach podczas wojny koreańskiej w latach 1950–1951. W 1957 roku artyleria 1 Dywizji Kawalerii powróciła do Korei, zapewniając wsparcie artyleryjskie dla Dywizji, która monitorowała DMZ.

## Kampanie i wyróżnienia
| Wojna                               | Campaign streamer | Uwagi |
| ----------------------------------- | ----------------- | --- |
| II wojna światowa Wojna na Pacyfiku |                   | Nowa Gwinea Archipelag Bismarcka grot Leyte grot Luzon |
| Wojna koreańska                     |                   | Defensywa ONZ Ofensywa ONZ Interwencja CCF Pierwsza kontrofensywa ONZ Wiosenna ofensywa CCF Ofensywa lato-jesień ONZ Druga koreańska zima |
| Wojna wietnamska                    |                   | Obrona Kontrofensywa Kontrofensywa, faza II Kontrofensywa, faza III Kontrofensywa Tết Kontrofensywa, faza IV Kontrofensywa, faza V Kontrofensywa, faza VI Tết 69 / Kontrofensywa Lato-jesień 1969 Zima-wiosna 1970 Sanctuary CounterOffensive Kontrofensywa VII |
| Azja południowo-zachodnia           |                   | Obrona Arabii Saudyjskiej Wyzwolenie i obrona Kuwejtu Wstrzymanie ognia |

- Presidential Unit Citation (Army)
  - haftowana wstęga PLEIKU PROVINCE
- Valorous Unit Award
  - haftowana wstęga FISH HOOK
- Meritorious Unit Commendation (Army)
  - haftowana wstęga VIETNAM 1966-1967
  - haftowana wstęga VIETNAM 1967-1969
  - haftowana wstęga SOUTHWEST ASIA
- Philippine Presidential Unit Citation
  - haftowana wstęga 17 OCTOBER 1944 TO JULY 1945
- Republic of Korea Presidential Unit Citation
  - haftowana wstęga WAEGWAN-TAEGU
- grecki Krzyż Męstwa
  - haftowana wstęga KOREA
- wietnamski Krzyż Waleczności z palmą
  - haftowana wstęga VIETNAM 1965-1969
  - haftowana wstęga VIETNAM 1969-1970
  - haftowana wstęga VIETNAM 1970-1971
- wietnamski Civil Actions Medal I klasy
  - haftowana wstęga VIETNAM 1969-1970[3]